# Pampanico
Pampanico es una localidad y pedanía española perteneciente al municipio de El Ejido, en la provincia de Almería. Está situada en la parte central de la comarca del Poniente Almeriense. Cerca de esta localidad se encuentran los núcleos de El Ejido capital, Tarambana, Dalías y Santa María del Águila. 
Pampanico se enmarca al pie de la Sierra de Gádor y tiene dos núcleos diferenciados y bastante población dispersa. El núcleo original que da nombre a la población es la Venta de Pampanico, y está situado casi en el límite norte del término municipal, en la carretera hacia Dalías. Cuenta con una ermita dedicada San Rafael.
El núcleo sur, también denominado Barrio de los Carpinteros, es de formación más reciente y en él se encuentran un colegio de  educación primaria y otros servicios.

## Toponimia
Pampanico viene a ser el diminutivo de pámpano, término latino que quiere decir sarmiento.

## Demografía
Según el Instituto Nacional de Estadística de España, en el año 2021 Pampanico contaba con 1096 habitantes censados, lo que representa el 1,3% de la población total del municipio.

### Evolución de la población
| Gráfica de evolución demográfica de Pampanico entre 2011 y 2021 |
|                                                                 |
| Datos según el nomenclátor publicado por el INE.                |

## Comunicaciones

### Carreteras
La principal vía de comunicación que transcurre por esta localidad es:
| Identificador | Denominación        | Itinerario       |
| ------------- | ------------------- | ---------------- |
| A-358         | De Berja a El Ejido | Berja - El Ejido |

Algunas distancias entre Pampanico y otras ciudades:
| Ciudades | Distancia (km) |
| -------- | -------------- |
| El Ejido | 2              |
| Almería  | 39             |
| Granada  | 130            |
| Jaén     | 221            |
| Murcia   | 257            |

## Cultura

### Fiestas
Sus fiestas populares se celebran cada año el tercer fin de semana de agosto en honor a San Rafael, patrón de la localidad.